# Laurence Abeille

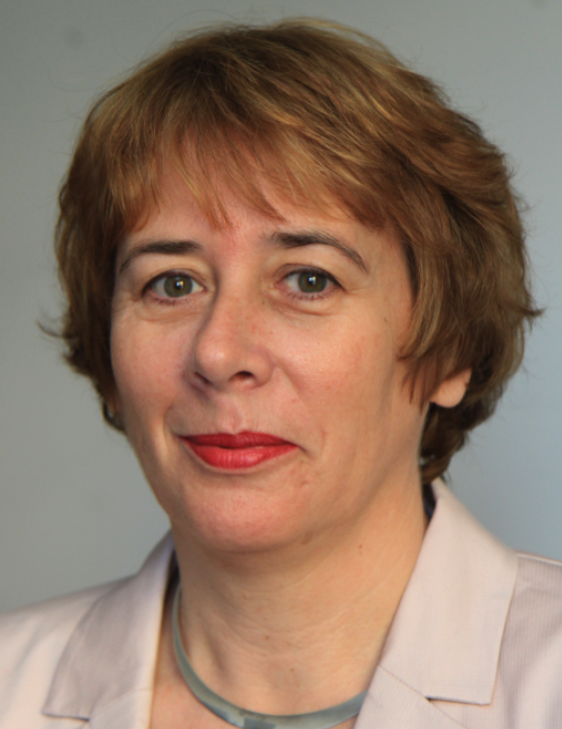
Laurence Abeille (2012)

Laurence Abeille (* 17. Juni 1960 in Neuilly-sur-Seine) ist eine französische Politikerin der Europe Écologie-Les Verts (EELV). Sie war von 2012 bis 2017 Abgeordnete der Nationalversammlung.

## Leben
Abeille wuchs in Montreuil auf. Sie studierte Geschichte und Kunstgeschichte in Vincennes und Paris. Nach ihrem Universitätsabschluss war Abeille als Journalistin und im Verlagswesen tätig, zu dieser Zeit lebte sie in Fontenay-sous-Bois. Dort trat sie 2000 der EELV bei, im darauffolgenden Jahr wurde sie in den Gemeinderat von Fontenay-sous-Bois gewählt, welches Amt sie bis 2014 innehatte.
2004 wurde Abeille in den Regionalrat der Île-de-France gewählt, 2010 erfolgte ihre Wiederwahl. Anschließend war sie Präsidentin der l’Agence Régionale de l’Environnement et des Nouvelles Energies (Regionales Amt für Umwelt und Erneuerbare Energiequellen – ARENE). Beide Positionen gab sie 2012 im Anschluss an ihre Wahl in die Nationalversammlung ab. Auf kommunaler Ebene stieg Abeille 2008 zur dritten stellvertretenden Bürgermeisterin von Fontenay-sous-Bois auf, in dieser Funktion war sie für Stadtplanung zuständig.
Bei den Parlamentswahlen 2012 trat Abeille für den sechsten Wahlkreis von Val-de-Marne als Kandidatin der von der EELV und der Parti socialiste (PS) unterstützten Liste Vincennes en transition (Vincennes im Wandel) an und wurde in der Stichwahl gegen Patrick Beaudouin (UMP) mit 50,95 Prozent der gültigen Stimmen in die Nationalversammlung gewählt. Als Abgeordnete war Abeille Mitglied des Ausschusses für nachhaltige Entwicklung und Raumordnung sowie stellvertretendes Mitglied des Hohen Rates für Sozial- und Solidarwirtschaft. Des Weiteren stand sie der parlamentarischen Vereinigung für den Erhalt und die Rückgewinnung der Biodiversität vor.
Im Vorfeld der Präsidentschaftswahlen 2017 unterstützte Abeille im Rahmen einer gemeinsamen Kundgebung der EELV und der PS den damaligen sozialdemokratischen Präsidentschaftskandidaten Benoît Hamon.
Bei den Parlamentswahlen 2017 stellte sich Abeille als Kandidatin der EELV zur Wiederwahl, die Wahlliste wurde von ihrem Stellvertreter Franck-Olivier Torro getragen und zählte namhafte lokale EELV- und PS-Politiker zu ihren Unterstützern. Mit 16,10 Prozent der gültigen Stimmen im ersten Wahlgang verpasste Abeille die Stichwahl, an ihrer Stelle zog Guillaume Gouffier-Cha in die Nationalversammlung ein. Sie schied am 20. Juni 2017 aus der Nationalversammlung aus.
Abeille ist mit Jean Desessard, dem Pariser Senator der EELV von 2004 bis 2017, verheiratet und ist Mutter von zwei Kindern.

## Arbeit als Abgeordnete
Einer Rangliste der Agentur „Rumeur Publique“ zufolge, die sämtliche 577 Abgeordneten nach ihrem politischen Gewicht in der Nationalversammlung reihte, nahm Abeille in ihrer Amtszeit den 46. Platz ein.
Abeille ist die Urheberin des Gesetzes Nr. 2015-136 vom 9. Februar 2015 zum transparenten Umgang mit Informationen zur Exposition gegenüber elektromagnetischer Strahlung. Des Weiteren war sie an der Ausarbeitung des Biodiversitätsgesetzes beteiligt.
Abeille setzte sich zudem für das Tierwohl ein, von ihr stammen zahlreiche Gesetze und Änderungsanträge, so etwa zum Verbot des Stierkampfes, zum Status von Wildtieren und zum Verbot der Stopfmast bei Enten. Konkret setzte sie sich 2014 zur Abschaffung von Artikel L521-1 Absatz 7 des französischen Strafgesetzbuches ein, wonach der Stierkampf vom Verbot des schweren Missbrauchs und der Grausamkeit gegenüber Tieren ausgenommen ist.
Von März bis September 2016 war Abeille Mitglied der Untersuchungskommission für Schlachthöfe, die im Zuge der Enthüllungen der Tierschutzorganisation L214 zu Tiermisshandlung beim Umgang mit Nutztieren eingesetzt wurde. Der Abschlussbericht der Kommission führte zur Vorlage des sogenannten Falorni-Gesetzes, das am 12. Januar 2016 verabschiedet wurde und umgangssprachlich unter dem Namen des Kommissionspräsidenten Olivier Falorni bekannt ist.